# Sargon (escacs)
Sargon (també SARGON) és un programa d'escacs de la parella de desenvolupadors nord-americans Dan i Kathe Spracklen de finals dels anys 70 i 80, que es considerava el referent per la seva potència i la comoditat de joc en aquell moment. El nom deriva de Sargon d'Akkad (vers el 2300 aC). ), un antic governant de Mesopotàmia .

## Història
Inspirats per un llistat en BASIC d'un programa d'escacs inacabat que va caure en mans dels Spracklens al voltant de 1977, van decidir desenvolupar un programa d'aquest tipus ells mateixos. Van optar pel llenguatge assemblador significativament més eficient i van utilitzar el microprocessador Z80 de 8 bits de l'empresa nord-americana Zilog, que fa poc havia aparegut al mercat. La primera versió es va publicar el 1978 i el mateix any va guanyar el torneig d'escacs d'ordinador del 3 - 5 de Març a San Jose, Califòrnia West Coast Computer Faire (fira d'informàtica).
Com a resultat, van aparèixer altres versions, la majoria numerades amb números romans (II, III, IV i V) (a excepció de Ver. 2.5), l'última versió de 1991 va ser la V